# ديانات الشحن
ديانات الشحن أو عبادة الحمولة أو طوائف شحنات البضائع (بالإنجليزية: Cargo cult)‏ كانت سَڤايڤايري معقلاً مشهوراً لأحدى ديانات الشحن. فكيف نشأت هذه الديانة؟ ابّان الحرب العالمية الثانية، اثارت الثروات الطائلة التي شحنها الجنود الاجانب معهم عجب السكان المحليين. ثم انتهت الحرب، فحزم هؤلاء الجنود امتعتهم وغادروا. وبحسب تحليلات بعض القرويين، بما ان الشحنات اتت من وراء الافق - ناحية عالم الارواح - فلا بد ان اسلافهم الموتى ارسلوها اليهم، غير ان الجنود اعترضوها. ولكي ينبِّه الناس الارواح إلى حاجتهم، انهمكوا في تدريبات عسكرية وهمية وبنوا ارصفة بحرية متينة استعدادا لليوم المجيد، يوم قدوم كثرة من الشحنات الجديدة اليهم.

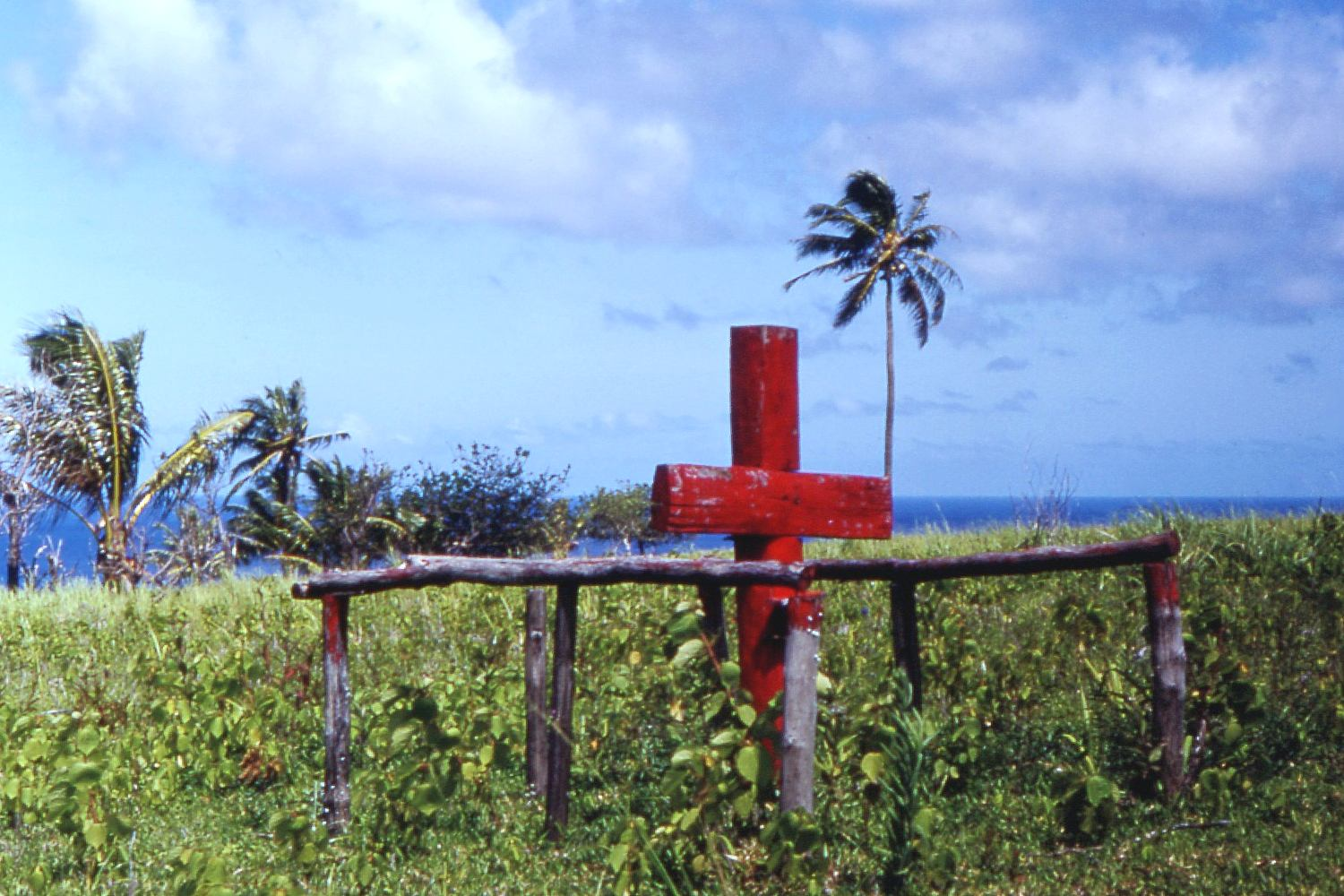

ولا تزال في ڤانواتو فرق دينية لم تندثر مع مرور الزمن تُعرف باسم «ديانات الشحن». فخلال الحرب العالمية الثانية، عبر ڤانواتو نصف مليون جندي اميركي في طريقهم إلى ساحات القتال في منطقة المحيط الهادئ. وقد تعجّب السكان من الثروات الطائلة التي «شحنها» الجنود معهم إلى الجزر. وعندما انتهت الحرب، حزم الاميركيون امتعتهم وتركوا الجزر. ورُمي في البحر الفائضُ من العتاد والمؤن التي تساوي ملايين الدولارات. فبنت هذه الفرق الدينية ارصفة بحرية ومدرَّجات هبوط، وأجرت تدريبات عسكرية بعتاد مزيَّف في محاولة لإعادة الجنود الذين غادروا. وحتى اليوم، لا يزال مئات القرويين في جزيرة تانا يصلّون إلى جون فرام، «مخلّص اميركي مزعوم» ظنّوا انه سيعود في يوم من الايام ويشحن إلى الجزر وفرة من المؤن.